# 카타르의 종교
카타르의 종교 (2022년)
카타르는 지난 30년간 이민의 물결을 겪은 대부분의 페르시아만의 국가들과 같이 다양한 소수 종교 집단들을 지닌 이슬람 국가이다. 국교는 수니파 이슬람교이다. 종교 공동체는 수니파, 시아파 무슬림과 기독교도, 힌두교도, 소수의 불교도, 바하이교도로 이뤄져 있다. 무슬림은 카타르 인구의 65.5%를 이루고, 뒤를 이어 기독교도가 15.4%, 힌두교도가 14.2%, 불교도가 3.3% 등이며 나머지 인구 1.9%가 그 외의 종교 및 무교이다. 카타르는 또한 중동과 아시아의 다양한 종교가 공존하는 곳이기도 하다.

## 이슬람교
카타르의 국교는 이슬람교이다. 대부분의 카타르인은 이슬람교에서 수니파에서 속한다. 시아파는 카타르 인구의 약 10%가량을 이룬다. 종교 정책은 이슬람부에 의해 기획되고 이슬람식 교육이 국가의 지원을 받는 모든 학교들에서 의무적이다.
카타르의 대표 교회는 모함메드 빈 압둘 와하브 모스크로, 도하 근교 알주바일라트에 위치했고 유명한 카타르 건축가인 이브라힘 자이다(Ibrahim Jaidah)에 의해 설계되었으며, 전통적인 카타르 건축 양식을 반영하고 있다.
압둘라 빈 자이드 알 마흐무드 이슬람 문화 센터가 도하의 근교 알수크에 있으며, 수크 와키프 근처에 위치했다. 문화 센터는 초급자 및 중급자들에게 아랍어 교육을 제공하고 있다.
고등 수준의 이슬람 수업이 카타르 대학교, 하마드 빈 칼리파 대학교의 이슬람 교육 학부에서 이뤄지고 있고 석사 학위가 주어진다. 현재 카타르 국왕의 어머니인 셰이카 모자 빈트 나세르가 이곳의 가장 대표적인 졸업자이다.
에듀케이션시티에도 이슬람 법률 및 윤리 센터가 위치했으며, 2012년에 싱크탱크로서 설립되었고 옥스퍼드 대학교 출신의 스위스 정치 철학자 타리크 라마단가 대표로 있다.
과학적 발견에 있어 이슬람교의 역할은 카타르 재단의 관심 영역이기도 하며 최근 들어, 무슬림 과학자 협회가 주요 인사들과 함께 힘을 모아 세워졌다. 2010년, 블룸즈버리 퍼블리싱과 카타르 재단의 합작법인이 이뤄져, '이슬람교의 과학'이라는 서적을 출판했다.

## 힌두교
힌두교도들이 카타르 인구의 14%를 차지한다. 카타르 내 추정 상 힌두교도 422,118명이 존재한다. 다수의 힌두교도들은 남아시아 및 동남아시아 출신들이다.

## 기독교
카타르의 기독교 공동체는 유럽, 북미, 남미, 아시아, 중동, 아프리카 등 출신의 다양한 조합이다. 2023년, 이들은 카타르 전체 인구의 약 15.1%를 이뤄져 있고, 주로 필리핀, 유럽, 인도에서 온 해외 노동자들로 구성됐다.
카타르 내에서 활동 중인 외국 선교 집단은 없다. 2005년 5월, 카타르 정부는 도하의 변두리 지역 토지 일부를 카타르 내 기독교 단체들에게 교회 건물 건설 목적 용도로서 대여해주었다. 2015년의 한 연구는 무슬림에서 기독교로 전향한 신자가 약 200여 명이 있다고 추산했으며, 이들 전부가 시민권자인 것은 아니다.

## 불교
2020년, 불교는 카타르 인구의 1.8-3.8% 사이로 나타났으며, 주로 동남아와 동아시아 지역들, 특히 중국, 대한민국, 일본, 베트남에서 온 이주 노동자들로 구성된다.

## 종교의 자유
2023년, 카타르는 종교의 자유에 있어 프리덤하우스로부터 4점 만점 중에 2점을 기록했다.